# ضوضاء الاتصال
ضوضاء الاتصال هي المؤثرات التي تؤثر على الاتصال الفعال على النحو الذي يقلل من تفسير المحادثات. وضوضاء الاتصال التي لا يهتم بها الكثيرون لها تأثير جلي على إدراكنا [للتفاعلات مع الآخرين وتحليلنا لبراعة الاتصال.
ومن أنواع ضوضاء الاتصال الضوضاء النفسية والضوضاء الطبيعية والضوضاء الفيزيولوجية والمعنوية. وتؤثر كل هذه الأنواع من الضوضاء تأثيرًا غير ملحوظ ولكنه كبير على اتصالنا مع الآخرين ولها دور حيوي في تغيير مهارات أي شخص ليكون متواصلاً متمكنًا.

## الضوضاء النفسية
تنتج الضوضاء النفسية عن مفاهيم مسبقة نستحضرها أثناء المحادثة مثل الصور النمطية العنصرية والسمعات والانحيازات والتصورات. عندما نشترك في محادثة تدور حول أفكار بشأن ما سيقوله الشخص الآخر وسبب قوله، فقد لا نرى الرسالة الأصلية. وفي أغلب الأحيان يكون من المستحيل التخلي عن الضوضاء النفسية، وكل ما علينا فعله هو أن نجاهد أنفسنا في التعرف على هذه الحقيقة وأخذ هذه المعيقات في الحسبان عند التحدث مع الآخرين.

## الضوضاء الطبيعية
الضوضاء الطبيعية هي أي محفز خارجي أو بيئي يعيقنا عن استقبال الرسالة التي نريد أن نعيها من متواصل ما (روثويل 11). ومن أمثلة الضوضاء الطبيعية: تحدث الآخرين بعيدًا عن الأنظار والموسيقى المرافقة والضوضاء المفاجئة وتقدير شخص خارج المحادثة.

## الضوضاء المعنوية
يتسبب المرسل أو المُرمِّز في هذا النوع من الضوضاء. ويحدث هذا النوع من الضوضاء عندما تستخدم لغة نحوية أو فنية لا يمكن للمستقبل (محلل الرموز) فهمها أو استيعابها بوضوح.